# Roger Melliès
Roger Melliès, né le 27 mai 1901 à Béziers et mort le 2 février 1969 à Lyon, est un illustrateur et artiste de bandes dessinées français.
Il doit sa renommée aux années qui ont suivi la Seconde Guerre mondiale grâce à sa collaboration avec la maison d’édition Artima pour laquelle il est devenu le pilier, « par la qualité de son travail et son imagination fertile ».

## Biographie

### 1901-1928: les origines et le début d'une vocation
Roger Melliès est né le 27 mai 1901 à Béziers, dans l’Hérault, en France. Il est le fils de Paul Melliès, un notaire de profession et d’Élise Delmas, une femme sans profession. Son père le voit prendre sa succession de son cabinet mais le jeune homme après ses études se passionne pour le dessin et choisit de poursuivre cette voie.
Il entame sa carrière de dessinateur en 1925 par la réalisation de panneaux publicitaires et travaille comme dessinateur dans une usine d'aviation américaine à Paris, qui va lui faire prendre goût à l’aéronautique. Par la suite, il est engagé par deux grands magasins : Le Bon Marché et les Galeries Lafayette, comme dessinateur pour leur catalogue. La photographie n'étant pas encore utilisée dans ce milieu ; tout était encore dessiné à la main. C'est ainsi que Roger Melliès dessine vêtements, vaisselle, outils… Un vrai travail de précision qui lui est utile par la suite et qui se retrouve dans son travail.
Il commence à publier ses premiers dessins humoristiques entre 1927 et 1928 dans la revue L'Auto, un quotidien sportif.

### 1938-1939: ses premières bandes dessinées
Roger Melliès porte un intérêt certain pour la bande dessinée et pour l'aviation grâce à son travail dans l'usine d'aviation. C'est aussi une période d’essor pour l’aéronautique après l'utilisation des avions lors de la Première Guerre mondiale et par les exploits des pilotes de l'Aéropostale. Aussi, en parallèle de sa production de catalogue, il s’attelle à la conception de ses premières bandes dessinées.
Par la qualité de son dessin et l’engouement à l'époque des lecteurs envers l’aéronautique, il rencontre facilement des rédactions prêtes à le publier à la fin de l'année 1938. Il publie ainsi trois récits à suivre dans des revues très différentes idéologiquement. Le premier, Fou Volant est publié dans Mon camarade, un hebdomadaire issu du parti communiste français qui visait à être lu par ses adhérents. Le second, Police de l'air est publié dans L'Épatant, un hebdomadaire fondé par les frères Offenstadt et qui vise la classe populaire. Enfin Pilotes des sables est publié dans Pierrot, un hebdomadaire édité par les Éditions de Montsouris qui se destine aux garçons de 7 à 15 ans. C’est un des rares journaux à avoir résisté à la concurrence du Journal de Mickey avant la guerre en publiant essentiellement des bandes dessinées françaises.
Il poursuit sa carrière de dessinateur de bande dessinée l'année suivante, en 1939, pour les éditions Touret par la réalisation d'une histoire humoristique avec du texte sous les vignettes, intitulé Les Aventures de Bill, Bock et Kaychercheurs d'or. Cette aventure connaît un succès certain à la vue de ses nombreuses rééditions, notamment sous la forme d’albums souples en 1941, 1942 et 1946. Mais aussi sous la forme d'un récit en deux parties dans le Journal de Francette et Riquet, un périodique édité par les Editions René Touret.
En parallèle de sa production de bandes dessinées il produit aussi des illustrations pour les journaux Pierrot et Lisette, jusqu'à sa mobilisation en 1939.
Il est fait prisonnier en juin 1940 et envoyé au Stalag III A, se trouvant à Luckenwalde, à une cinquantaine de kilomètres au sud de Berlin en Allemagne.

### Roger Melliès, un dessinateur sous l'Occupation
En 1942, Roger Melliès réussit à s’échapper en arrangeant lui-même un faux livret militaire. De retour en France, occupée par les allemands, il travaille pour les éditions de Del Duca, et créé Viva Villa, publié dans l’Aventureux dès le numéro 288 (le 15 mars 1942). Cependant, le journal est arrêté quelques mois plus tard. La série parait aussi en Zone libre dans l’Audacieux mais est là aussi interrompue. Il continue toutefois à réaliser des récits complets dans différentes collections de Del Duca.
Dès 1944, toujours passionné de l’aviation, il succède à Kurt Caesar (Caesar Away) sur la série Aéroport Z, d’abord parue en Italie dans Paperino et disponible en France dans le mensuel, Sélections Prouesses pour l’éditeur Tedeschi, qui connaît un véritable succès. Il anime là aussi, une série d’aventure aux Indes, Terreur à Kalinpoor jusqu’en 1947. Travaillant chez cet éditeur, il côtoie Bourlès, Souriau, Bastard, Van Straelen, Liquois,…
Puis, en 1946, il crée, le personnage Jérôme Gaillard et ses compagnons : Olive et Alouette, dans les Sélections Hardi et les Gars de l’éditeur Heroica. L’histoire débute au Gabon, à Pointe Noire, où il lutte contre l’espion nazi, Muller. Au cours des huit épisodes, les deux adversaires cherchent tour à tour à s’attraper. Ils se retrouvent en Afrique, au moment où les Allemands cherchent à contrôler l’empire colonial français. Il publie aussi pour cet éditeur d’autres récits comme Slim Harvey, L’As de Pique, Fulgur le roi du Trapèze,…
En même temps, il dessine quelques récits dans la deuxième série du journal Pic Nic, édité par la SAETL (Société anonyme d’éditions techniques et littéraires), comme Le Super-Rapid 110 a disparu, un récit d’aviation et un petit récit complet dans la collection SCALP.
Ensuite, jusqu’en 1954, il travaille avec les Editions Mondiales de Del Duca. Entre 1947 et 1948, il reprend sa série Viva Villa sous le nom de Pancho Villa dans l’Astucieux. Interrompu avant la fin de la série, sans aucune explication, il ne fait finalement pas carrière dans cette maison d’édition alors que ses confrères comme Bourlès, Giffrey, Souriau, Cazenave, les frères Droux vont quant à eux créer des séries et des personnages connus et aimés des jeunes lecteurs. Roger Melliès préfère alors s’en tenir seulement à la signature de quelques illustrations et récits complets dans « Les Aventures en images », « Les Aventuriers d’aujourd’hui » et « L’Intrépide ». En 1948, il propose L’Énigme du Lampong à la Société universelle d’édition, une filiale des éditions Mondiales.

### 1944-1965: Roger Melliès, un dessinateur à succès grâce à sa collaboration avec Artima
Parallèlement, dès 1944 et jusqu’à son décès, il collabore surtout avec Artima pendant vingt-cinq ans grâce à sa rencontre au camp de Stalag III A avec un illustrateur, M. Cladé travaillant pour l’éditeur de Tourcoing, qui conseille au recruteur des éditions Artima, Emile Keirsbilk, de contacter en 1943, Roger Melliès. Là, il réalise d’abord avec des recueils indépendants comme Escale 7, qui marque les adolescents de l’après-guerre et qui est dédié aux pilotes des sables, chargés d’assurer les liaisons aériennes entre les avant-postes disséminés dans le bled ; le Fantôme bleu du Hoggar, qui narre la colonisation de l’Afrique du Nord ; Potofeu le corsaire ; Tim et Tom détectives ; Toupinet voyageur clandestin ; le Trésor du pirate ; Polyte détective amateur et Polybe terreur des fauves.
En 1947, les éditions Artima lancent leur célèbre collection, Une Aventure de… en grand et moyen format à l’italienne et les dessinateurs sont invités à créer des personnages récurrents dans l’objectif de fidéliser les lecteurs. Pour cela, Roger Melliès présente Tex Bill, le Texas Ranger ; l’aviateur Toni Cyclone et l’aventurier Luc Hardy. Ces trois personnages lui assurent un travail régulier puisque les collections se transforment en Dynamic et Audax, toujours en format à l’italienne et devenant hebdomadaires.
Ces personnages ont des traits communs entre eux : courage, audace, perspicacité, loyauté et peuvent être confondus par leurs grandes tailles. Seuls leurs compagnons, vêtements et terrain d’action les distinguent.
Lors d’un nouveau changement en 1952, les éditions Artima adoptent le format à la française et les titres passent de 8 à 36 pages. Roger Melliès voit alors la demande de son éditeur augmenter. Dès lors commence pour lui, une période intense de production. Accablé de travail, il finit par abandonner Luc Hardy pour se consacrer à Tex Bill et Toni Cyclone, d’autant qu’ils deviennent les vedettes respectives des titres Aventures Film et Dynamic. C’est pour Artima, la période la plus prospère. Finalement, la mode des grands formats passe. En effet, au remontage, l’agrandissement des vignettes n’embellit pas les séries de Roger Melliès. Après la disparition d’Aventures Film, Tex Bill se retrouve dans Audax et passe en récit complémentaire dans le petit format Bill Tornade où il disparaît finalement en 1961.
Quant à Toni Cyclone, dont le titre Dynamic est passé en petit format, disparaît aussi à la fin des années 1965 avec un récit d’adieu « La dernière mission ». Dynamic a établi un record avec Toni Cyclone avec 160 numéros.
En même temps, il dessine aussi pour Artima-Arédit, Contre-espionnage à Aden, publié dans le mensuel Téméraire et Biggles et King, une série humoristique inspiré très largement de l’œuvre de Captain Johns, qu’il propose dans son fascicule éponyme en 1963. Il reprend aussi Bob Corton, devenu Bob Field pour trois épisodes et signent quelques récits complets dans Thierry et Olympic.

## Personnages qui ont assuré le succès de Roger Melliès

### Luc Hardy
Par ses dessins élaborés, Roger Melliès met en scène une lutte ouverte contre les trafiquants d’esclaves dans la collection Audax.

### Tex Bill
Tex Bill est largement inspiré du Texas Ranger de Gary Cooper dans les Tuniques écarlates, dont l’acteur a servi de modèle.
Le personnage apparait pour la première fois dans un fascicule à l’italienne numéroté 2219, portant le nom de  « Tex Bill shérif ». Le lecteur découvre alors le personnage lors de sa nomination de shérif dans le district de Black-City où a lieu le grand rodéo annuel. Participant à l’événement, il reçoit le grand prix, tout en mettant fin à la carrière d’un bandit, Tunero.
Mais, dès 1948, Artima souhaitant s’imposer sur le marché de la presse illustrée, lance une nouvelle collection, Une Aventure de…, qui transforme Dynamic et Audax. Elle impact directement cette série de Roger Melliès qui change alors de nom, en se nommant seulement Tex Bill, car ce nom « a une bonne consonance et est susceptible de frapper l’imagination des jeunes lecteurs » d’après Artima.
Très vite, on établit clairement la situation de Tex Bill en tant que shérif de San Pedro dans le récit nommé Contre les pirates du rail, en renforçant son rôle de représentant de la loi sur la frontière américano-américaine, le long du Rio Grande, de la Basse Californie au Golfe du Mexique.
Dans la collection Une Aventure de… et dans sa suite Dynamic, au format à l’italienne, de 8 pages, il faut souligner l’effort apporté aux couvertures, avec des couleurs vives et qui appelle à l’achat. Aussi, les vignettes en noir et blanc sont beaucoup plus équilibrées, le trait est affirmé et appuyé.
Les aventures de Tex Bill mêlent à la fois selon les récits une partie sur le sud-ouest moderne et une autre sur la conquête de l’ouest sur le point de s’achever. Roger Melliès ne suit pas une chronologie précise. Ainsi, l’auteur saute un siècle par exemple entre Les cow-boy à New-York  avec des grosses voitures modernes, le métro aérien et les gratte-ciel alors que dans Les passeurs du Rio Grande, Tex Bill, utilise le talkie-walkie, moyen beaucoup plus moderne que le talking wire (le fil parlant), qui étonne les indiens.
Puis, lors dès le passage de la série à un format à la française, de trente-six pages, Aventures Films reprend Tex Bill dans les numéros 8, 9, 10, qui ont beaucoup de succès. Les aventures du personnage paraissent alors régulièrement du numéro 21 à 89 puisque la collection Audax récupérera les dernières planches des numéros 85 à 87 de 1960. Dès lors, on retrouve Tex Bill et son compagnon Old José, un ancien chercheur d’or, dès le numéro 25 dans Les voleurs du Colorado, mis en scènes dans de nouvelles contrées au sud-ouest des États-Unis : au Nouveau Mexique, dans les déserts brulants de Wichita, dans les plaines glacées du Grand Nord Canadien. La renommée du petit shérif de San Pedro, Tex Bill croit de plus en plus au travers du pays, notamment en obtenant le titre de lieutenant des Texas Rangers, qui l’engage à faire respecter la loi. L’association de ces deux personnages permet à Roger Melliès de « présenter de meilleurs scénarios, plus charpentés, plus élaborés, les histoires s’étalant en général sur deux numéros, soit 30 à 40 planches, parfois plus quand l’intrigue est plus compliquée ». Même si les scénarios restent relativement classiques, ils offrent une bonne vision des problèmes auxquels sont confrontés les défenseurs de frontières comme le banditisme local et international. Les aventures s’ancrent ici beaucoup plus dans le contexte des années 1850-1870, lors de la fin des grandes guerres indiennes, de l’arrivée des premiers pionniers.
Les dernières parutions de Tex Bill et Old José on lieu dans la seconde partie de Bill Tornade, dans un format pocket, entre 1960-1961, occupant 18 numéros. Les scénarios chutent de 32 à 20 pages, n’arrivant pas à rivaliser aux parutions de la série dans Aventures Films.

### Toni Cyclone
La série Toni Cyclone est l’histoire d’un aviateur, travaillant dans une compagnie d’aviation civile.
Roger Melliès s’inspire très largement de la guerre pour nourrir ses récits. Prenant part à la Seconde Guerre mondiale, il baigne son personnage dans cette atmosphère, ce qui lui assure un succès auprès de la jeunesse. Il réussit à mêler son expérience de combattant soit les faits réels à la fiction faisant participer Toni Cyclone aux principaux événements qui ont marqué le conflit et en lui offrant une multitude d’exploits guerriers. Toutefois, l’auteur ne s’arrête pas là. Il veut renseigner son lectorat sur certains aspects ignorés de la guerre notamment les rôles ingrats ou obscurs des combattants qui ont leur importance, en prenant l’exemple des correspondants de guerre, des services de renseignements, des résistants, des transporteurs de courrier… Cependant, « le graphisme dépouillé, sans relief n’est pas toujours à la hauteur du scénario ».
Avec la disparition de Roger Melliès, « disparait toute une époque et un genre de la bande dessinée marqués par la grande épopée aérienne, l’empire colonial, et la deuxième guerre mondiale » .

### Emeric
Entre-temps, en 1962, à la demande d’Artima, Roger Melliès créé avec Maurice Rondepierre, un personnage de cape et d’épée : le chevalier Emeric. Ses aventurent paraissent d’abord en petit format dans Flash, mais son succès oblige de lui conférer son propre titre en 1963. La série se poursuit jusque 1965, même si elle connait des arrêts notamment entre novembre 1963 et janvier 1964, après l’attaque cérébrale dont a souffert Roger Melliès. En tout, la série s’étend sur 18 numéros de septembre 1963 à mars 1965. La série finie est répartie en six recueils : Le courrier royal, Partie perdue, L’ennemi inconnu, Le trésor des templiers, Le secret de l’artiste, Le sorcier royal.

## Attitude
« Mon inspiration, je la trouve d’abord au cinéma, je ne rate jamais les films de guerre, ni surtout les westerns, beaucoup par conscience professionnelle mais davantage encore par goût. Depuis que je vis avec les cow-boys je me suis pris pour eux d’une véritable amitié, les retrouver sur l’écran me procure toujours un plaisir rare. Pourtant, à la longue, j’aurai dû finir par me lasser, leurs chevauchées, leurs bagarres, leurs troupeaux, je devrais en avoir une indigestion, songez que depuis vingt ans je passe en moyenne 4 heures par jour en leur compagnie. Mais le cinéma m’offre un concours précieux que dans le domaine limité aux seuls cow-boys et ceux-ci ne constituent, vous le savez, qu’une partie de mes activités, l’autre étant réservée à l’aviation en la personne de Toni Cyclone ».
Finalement, Roger Melliès « a un véritable souci de respecter les faits historiques et les vérités géographiques tout en adaptant ses héros à des événements fictifs ». En effet son épouse dit dans une interview de Hop ! : qu’il « achetait quantité de journaux et trouvait dans les colonnes de faits divers, toujours matière à histoire, son imagination faisait le reste. Son petit atelier de la rue de Bretagne à Vichy était envahi de cartes de géographie des 5 parties du monde. Il découpait quantités d’articles et photos dans les revues et les classait dans ses dossiers. Il y avait le « dossier guerre 39-45 », le « dossier aviation », le « dossier Far-west », le « dossier marine ». Un couple ami habitant les USA lui envoyait durant des années des photos d’Amériques. Pour alimenter les aventures de ses héros Tex Bill et Tony Cyclone, il ne manquait aucun film de western ou d’aviation ». De plus, ces personnages sont rendus beaucoup plus humains et sympathiques grâces aux faiblesses qu’ils peuvent montrer. Aussi, il ne faut pas oublier l’objectivité dont fait part Roger Melliès, notamment à propos de la question indienne par exemple. Cependant, il ne faut pas oublier que dans les années 1950, après la mise en place de la loi de 1949, Roger Melliès fait partie de ces auteurs qui ont pratiqué l’autocensure à la suite de la demande des maisons d’éditions et ses planches vont avoir la mention d’une inscription : « dessin français ». En effet, dès le 2 mars 1950, la Commission de surveillance a ouvert ses travaux et a examiné près de cent vingt-sept publications dont seize ont reçu des avertissements et trente-cinq ont reçu des avertissements avec des mises en demeure. De plus, le matériel français est vivement privilégié au détriment des bandes dessinées étrangères, notamment par le Syndicat des dessinateurs de journaux d’enfants dans lequel s’épanouit Roger Melliès aux côtés de Liquois, Bob Dan et Giordan.
Malgré une production impressionnante, Roger Melliès n’a que très rarement eu les honneurs de la critique, sauf un dossier qui parait en 1978 dans les numéros 16 et 17 de Hop ! et un autre dossier sur lui, dans le numéro 79 de Hop !. Son style élégant, mais « vieillot », ne résiste pas face à la concurrence des années 1950 et 1960. Pourtant, certaines séries comme Tex Bill et Toni Cyclone, très appréciées, méritent d’êtres redécouvertes. Il s’est toujours appuyé sur une documentation très précise. Il est avant tout, un auteur d’aventures militaires, surtout aériennes et de western, qu’il met en avant par des dessins réalistes et de fines hachures, soulignant les contours, des jeux d’ombres et de lumières.

## Productions

### Bandes dessinées
|                 | Pour le journal Mon Camarade                                                              | Pour le journal L'Épatant de l'éditeur Les Frères Offenstadt                            | Pour le journal de Pierrot pour les éditions Montsouris                   | Pour les Éditions René Touret                                       | Pour le Journal L'Aventureux                                      | Pour le journal L'Audacieux                                                                              | Récits complets pour un destinataire (journal, maison d'édition) inconnu | Publication d'album d'imagerie enfantin pour la maison d'édition Artima | Sélections Prouesses | Hardi et les Gars | Pour les Editions Seine, il publie un album illustré | Pour les Éditions Paris Solde Collection 13                               | Pour le journal L'Astucieux                                    | Pour le journal Pic Nic | Pour l'éditeur Artima           | Pour la collection, Une Aventure de... de l'éditeur Artima où sont publiés une partie de la série Tex Bill | Pour la collection Dynamic de l'éditeur Artima, qui publie la suite de Tex Bill | Pour la collection Aventures Films de l'éditeur Artima qui poursuit Tex Bill | Pour la collection Audax de l'éditeur Artima, qui publie la suite de Tex Bill                                                              | Dans le journal Bill Tornade, qui publie la fin de Tex Bill | Pour la collection Une Aventure de...' de l'éditeur Artima pour la série de Toni Cyclone                                                             | Dans la collection Dynamic de l'éditeur Artima, pour la série de Toni Cyclone | Super aventure | L'Intrépide                                                                                         | Pour le journal de Tarzan                                           | Pour la SNPI[Quoi ?] | Pour l'éditeur Artima, la série Biggles | Pour l'éditeur Artima, la série King | Divers séries publiés par l'éditeur Artima |
| 1938            | - Du no 155 du 17 novembre 1938 au no 198 du 14 septembre 1939 - Fou volant (44 planches) | - Du no 67 du 8 décembre 1938 au no 104 du 24 août 1939 - Police de l'air (38 planches) | - Du no 10 du 5 mars 1938 au no 27 du 2 juillet 1939 - Pilotes des sables |                                                                     |                                                                   | | | | | |                                                      |                                                                           |                                                                |                         |                                 | | | | | | | | | |                                                                     | | | | |
| 1939            | - Du no 155 du 17 novembre 1938 au no 198 du 14 septembre 1939 - Fou volant (44 planches) | - Du no 67 du 8 décembre 1938 au no 104 du 24 août 1939 - Police de l'air (38 planches) | - Du no 10 du 5 mars 1938 au no 27 du 2 juillet 1939 - Pilotes des sables | - Les aventures de Bill, Bock et Kay (la couverture et 30 planches) |                                                                   | | | | | |                                                      |                                                                           |                                                                |                         |                                 | | | | | | | | | |                                                                     | | | | |
| 1940            |                                                                                           |                                                                                         |                                                                           |                                                                     |                                                                   | | | | | |                                                      |                                                                           |                                                                |                         |                                 | | | | | | | | | |                                                                     | | | | |
| 1942            |                                                                                           |                                                                                         |                                                                           |                                                                     | - Du no 11 du 15 mars au no 18 du 3 mai - Viva Villa (8 planches) | - Du no 18 du 4 mai au no 33 du 24 août - Viva Villa (16 planches, avec des changements de présentation) | | | | |                                                      |                                                                           |                                                                |                         |                                 | | | | | | | | | |                                                                     | | | | |
| 1943            |                                                                                           |                                                                                         |                                                                           |                                                                     |                                                                   | | - L'ennemi dans l'ombre (12 planches) - Les diamants disparus, collection EM no 2 (12 planches) - Juana de la muerte, collection EM no 6 (12 planches) - La fosse aux tigres (8 planches) - Le château aérien (8 planches) | Aucune mention de dates précises, mais les publications dates vraisemblablement des années 1943-1948 : - no 2007 - Escale 7 (couverture et 32 pages) - no 2019 - Le fantôme bleu du Hoggar (couverture et 32 planches) - no 2020 - Tim et Tom détective, de genre comique (couverture et 32 planches) - no 2021 - Toupinet voyageur clandestin, de genre comique (couverture et 32 pages) - no 2025 - Potofeu le corsaire, de genre comique (couverture et 16 pages) - no 4012 - Polyte détective amateur, de genre comique (couverture et 16 pages - no 4013 - Polyte terreur des fauves (couverture et 16 planches) | | |                                                      |                                                                           |                                                                |                         |                                 | | | | | | | | | |                                                                     | | | | |
| 1944            |                                                                                           |                                                                                         |                                                                           |                                                                     |                                                                   | | - L'héroïque chevauchée (8 planches) - Les trois hêtres (8 planches) - Juana de la muerte - réédition (8 planches) - Les diamants disparus - réédition (8 planches) | Aucune mention de dates précises, mais les publications dates vraisemblablement des années 1943-1948 : - no 2007 - Escale 7 (couverture et 32 pages) - no 2019 - Le fantôme bleu du Hoggar (couverture et 32 planches) - no 2020 - Tim et Tom détective, de genre comique (couverture et 32 planches) - no 2021 - Toupinet voyageur clandestin, de genre comique (couverture et 32 pages) - no 2025 - Potofeu le corsaire, de genre comique (couverture et 16 pages) - no 4012 - Polyte détective amateur, de genre comique (couverture et 16 pages - no 4013 - Polyte terreur des fauves (couverture et 16 planches) | - no 23 (octobre) - Bella et Cornil, Terreur à Khalinpoor (la couverture et 16 planches) - no 26 (octobre) - Aéroport Z, L'énigme du Matto-Grosso (la couverture et 16 planches)                                                                               | |                                                      |                                                                           |                                                                |                         |                                 | | | | | | | | | |                                                                     | | | | |
| 1945            |                                                                                           |                                                                                         |                                                                           |                                                                     |                                                                   | | - Le disparu du rapide (12 planches) - Le mystère de l'enlèvement (8 planches) - La fosse aux tigres - réédition (8 planches) - Les trois flèches rouges (8 planches) | Aucune mention de dates précises, mais les publications dates vraisemblablement des années 1943-1948 : - no 2007 - Escale 7 (couverture et 32 pages) - no 2019 - Le fantôme bleu du Hoggar (couverture et 32 planches) - no 2020 - Tim et Tom détective, de genre comique (couverture et 32 planches) - no 2021 - Toupinet voyageur clandestin, de genre comique (couverture et 32 pages) - no 2025 - Potofeu le corsaire, de genre comique (couverture et 16 pages) - no 4012 - Polyte détective amateur, de genre comique (couverture et 16 pages - no 4013 - Polyte terreur des fauves (couverture et 16 planches) | - no 29 (mars) - Aéroport Z, L'héroïque traversée (la couverture et 16 planches) - no 33 (octobre) - Aéroport Z, Le relais du désert (la couverture et 16 planches                                                                                             | |                                                      |                                                                           |                                                                |                         |                                 | | | | | | | | | |                                                                     | | | | |
| 1946            |                                                                                           |                                                                                         |                                                                           |                                                                     |                                                                   | | - Au pays du rhum (8 planches) - S.O.S Avion 10 (8 planches) - Alerte aux caraïbes (8 planches) - Viva Villa, première partie des Aventures héroïques (12 planches) - Viva Villa, deuxième partie des Aventures héroïques (12 planches) - L'amnésique du rapide 33 dans les Aventures héroïques (12 pages) - Les vautours des océans dans les Aventures héroïques (12 pages) - Cambaranga le chevalier démon dans les Aventures héroïques (12 planches) - Viva Villa deuxième partie dans les Aventures héroïques - réédition (12 planches) | Aucune mention de dates précises, mais les publications dates vraisemblablement des années 1943-1948 : - no 2007 - Escale 7 (couverture et 32 pages) - no 2019 - Le fantôme bleu du Hoggar (couverture et 32 planches) - no 2020 - Tim et Tom détective, de genre comique (couverture et 32 planches) - no 2021 - Toupinet voyageur clandestin, de genre comique (couverture et 32 pages) - no 2025 - Potofeu le corsaire, de genre comique (couverture et 16 pages) - no 4012 - Polyte détective amateur, de genre comique (couverture et 16 pages - no 4013 - Polyte terreur des fauves (couverture et 16 planches) | - no 37 (mars) - Bella et Cornil, La horde infernale (couverture et 16 planches) - no 40 (août) - Bella et Cornil, Le diamant de Kali (couverture et 16 planches) - no 42 (décembre) - Aéroport Z, On a cambriolé les usines « Z » (couverture et 15 planches) | - no 7 - Fulgur roi du trapèze (8 planches) - no 8 - Hator ne pardonne pas (8 planches) - no 11 - Alerte au Gabon (8 planches) - no 12 - Dans la gueule du loup (8 planches) - no 18 - Les deux espions (8 planches) - no 19 - K.B.16 S.O.S (8 planches) - no 21- Muller gagne... et perd (8 planches) - no 22 - Bataille souterraine (8 planches) - no 25 - Les touristes du désert (8 planches) | - Jack le cow-boy (2 planches)                       | - L'hallucinante poursuite (4 planches) - La conquête du feu (4 planches) |                                                                |                         | - no 2219 - Tex Bill le shériff | | | | | | | | | |                                                                     | | | | |
| 1947            |                                                                                           |                                                                                         |                                                                           |                                                                     |                                                                   | | - Le lama noir est à Paris dans les Aventures héroïques (12 planches) - Les trois passagers - réédition (12 planches) - Le mystère de l'enlèvement - réédition (12 planches) | Aucune mention de dates précises, mais les publications dates vraisemblablement des années 1943-1948 : - no 2007 - Escale 7 (couverture et 32 pages) - no 2019 - Le fantôme bleu du Hoggar (couverture et 32 planches) - no 2020 - Tim et Tom détective, de genre comique (couverture et 32 planches) - no 2021 - Toupinet voyageur clandestin, de genre comique (couverture et 32 pages) - no 2025 - Potofeu le corsaire, de genre comique (couverture et 16 pages) - no 4012 - Polyte détective amateur, de genre comique (couverture et 16 pages - no 4013 - Polyte terreur des fauves (couverture et 16 planches) | - no 44 (avril) - Bella et Cornil, Prisonniers d'Aruspah (couverture et 15 planches) | - no 26 - Les démons de l'A.E.F. (8 planches) - no 27 - Un pacte avec le diable 1 (8 planches) - no 28 - L'ennemi à deux visages 2 (8 planches) - no 31 - Slim Harvey 1 (8 planches) - no 32 - Le secret de Galway 2 (5 planches) - no 42 (18 septembre) - Le docteur Bistorne n'est pas mort 1 (8 planches) - no 43 (2 octobre) - Sous le signe du dragon rouge 2 (5 planches) - no 45 (6 novembre) - Les rivaux de la route 1 (8 planches) - no 46 (20 novembre) - A l'assaut du ring 2 (5 planches) |                                                      |                                                                           | - Du no 1 du 14 mai au no 64 du 28 juillet 1948 - Pancho Villa |                         |                                 | - Première aventure : Révolte chez les cow-boys (couverture et 7 planches) | | | | | | | | |                                                                     | | | | |
| 1948            |                                                                                           |                                                                                         |                                                                           |                                                                     |                                                                   | | - Le lépreux de Nouka-Hiva dans les Aventures héroïques (12 planches) - L'énigme du Lampong dans Hurrah! (12 planches) - Les diamants disparus - réédition (12 planches) - L'homme oiseau dans les Aventures en images (12 planches) - L'ennemi dans l'ombre dans les Belles Aventures - réédition (12 planches) | Aucune mention de dates précises, mais les publications dates vraisemblablement des années 1943-1948 : - no 2007 - Escale 7 (couverture et 32 pages) - no 2019 - Le fantôme bleu du Hoggar (couverture et 32 planches) - no 2020 - Tim et Tom détective, de genre comique (couverture et 32 planches) - no 2021 - Toupinet voyageur clandestin, de genre comique (couverture et 32 pages) - no 2025 - Potofeu le corsaire, de genre comique (couverture et 16 pages) - no 4012 - Polyte détective amateur, de genre comique (couverture et 16 pages - no 4013 - Polyte terreur des fauves (couverture et 16 planches) | | - no 64 - La danseuse tahitienne (7 planches) - no 65 - L'as de pique (7 planches) Le coffre aux pépites (14 planches) |                                                      |                                                                           |                                                                |                         |                                 | - Deuxième aventure: Contre les pirates du rail (couverture et 7 planches) - Troisième aventure: Contre les voleurs de bétail (couverture et 7 planches) - Quatrième aventure: Contre le mystérieux ranch (couverture et 7 planches) | | | | | | | | |                                                                     | | | | |
| 1949            |                                                                                           |                                                                                         |                                                                           |                                                                     |                                                                   | | - Juana de la muerte (12 planches) - Un magistral uppercut (12 planches) - La randonnée infernale (16 planches) | | | |                                                      |                                                                           |                                                                |                         |                                 | - no 17 - Cinquième aventure : Le totem d'or des apaches (couverture et 7 planches) | | | | | - no 16 - Le raid de la « Trombe » - no 20 (janvier) - Les pirates de l'Amazone - no 24 -Aventure en Mandchourie - no 28 - Alerte dans l'Antarctique | | | |                                                                     | | | | |
| 1950            |                                                                                           |                                                                                         |                                                                           |                                                                     |                                                                   | | - La lampe mystérieuse (12 planches) | | | |                                                      |                                                                           |                                                                |                         |                                 | - no 21 - Sixième aventure : A la poursuite du coupable (couverture et 7 planches) - no 25 - Septième aventure : Les contrebandiers du grand nord (couverture et 7 planches)                                                         | - no 1 - Huitième aventure : Deux fameux coquins (couverture et 7 planches) - no 5 - Neuvième aventure : Le coup du canyon rouge (couverture et 7 planches) - no 9 - Dixième aventure : La cave du vieux Flanagan (couverture et 7 planches) - no 13 - Onzième aventure : Le chef des rebelles (couverture et 7 planches) - no 17 - Douzième aventure : Le ranch de la croix (couverture et 7 planches) - no 21 - Treizième aventure : Le cavalier au masque rouge (couverture et 7 planches) - no 25 -Quatorzième aventure : Les voleurs d'essence (couverture et 7 planches) - no 29 - Quinzième aventure : Les passeurs du Rio-Grande (couverture et 7 planches) - no 33 -Seizième aventure : La vengeance de Butler (couverture et 7 planches) - no 37 - Dix-septième aventure : Les cow-boys à New York (couverture et 7 planches) - no 39 - Dix-huitième aventure : Le voleur du ranch (couverture et 7 planches) | | | | | - no 4 (février) - Perdu dans la Jungle - no 8 (mars) - Au secours de la mission Calvet - no 12 (avril) - Missions aux Indes - no 16 (mai) - Mission en Chine - no 20 (août) - Le Vainqueur - no 24 (septembre) - Les naufragés de l'air - no 28 (octobre) - Les pirates de la mer de Chine - no 32 (novembre) - La cité souterraine - no 36 (décembre)- La fosse aux serpents - no 40 (décembre) - L'île bienheureus | | |                                                                     | | | | |
| 1951            |                                                                                           |                                                                                         |                                                                           |                                                                     |                                                                   | | | | | |                                                      |                                                                           |                                                                |                         |                                 | | - no 41 - Dix-neuvième aventure : Voleurs fantômes (couverture et 7 planches) - no 45 Vingtième aventure : Le poste del Rio (couverture et 7 planches) - no 49 - 21e aventure : Le solitaire masqué (couverture et 7 planches) - no 52 - 22e aventure : L'homme à l'oreille fendue (couverture et 7 planches) - no 55 - 23e aventure : L'ennemi du rail (couverture et 7 planches) - no 58 - 24e aventure : Les fanatiques du lac noir (couverture et 7 planches) - no 61 - 25e aventure : Prisonniers des sables (couverture et 7 planches) - no 65 - 26e aventure : L'île à aux caïmans (couverture et 7 planches) - no 69 - 27e aventure : Passages clandestins (couverture et 7 planches) | | | | | - no 44 (mars) - L'espion traqué - no 47 (mars) - Maudit vent des sables ! - no 51 (juin) - Le cargo pirate - no 54 (juin) - L'honorable Mr Davis - no 57 (juillet) - Chasse à l'homme - no 60 (juillet) - Police de l'air - no 63 (août) - En pleine bagarre - no 67 (décembre) - Le dictateur | | | - Almanach, Le premier tournoi de Messire du Guesclin (une planche) | | | | |
| 1952            |                                                                                           |                                                                                         |                                                                           |                                                                     |                                                                   | | | | | |                                                      |                                                                           |                                                                |                         |                                 | | - no 73 - 28e aventure : La peine du talon (couverture et 7 planches) - no 76 - 29e aventure : Le précipice de l'enfer (couverture et 7 planches) - no 81 - 30e aventure : Opération « Petit Poucet » (couverture et 7 planches) - no 89 - 31e aventure : La piste blanche (couverture et 7 planches) - no 98 - 32e aventure : Le courrier du far-west (couverture et 7 planches) - dernière aventure ! | - no 8 (novembre) - Les pionniers du rail (la couverture et 21 planches) - no 9 (décembre) - La bataille de l'or noir (la couverture et 21 planches) | | | | - no 71 (janvier) - Les pirates de Sumatra - no 77 (février) - Le temple du soleil - no 84 (avril) - S.O.S poste 8 - no 93 (juillet) - Bolide 52 | - no 3 (le 15 juin) - La reine des Amazones (32 planches et le dos de la couverture) - no 6 (le 15 décembre) - l'Insaisissable Jimenes (16 planches et le dos de la couverture) | - Almanach, Le Mariage de Gauthier (8 planches) - Frisotot (1 planche) - L'îlot maudit (8 planches) |                                                                     | | | | |
| 1953            |                                                                                           |                                                                                         |                                                                           |                                                                     |                                                                   | | | | | |                                                      |                                                                           |                                                                |                         |                                 | | | - no 10 (janvier) - Échec aux bandits (couverture et 22 planches) | | | | | | |                                                                     | | | | |
| 1954            |                                                                                           |                                                                                         |                                                                           |                                                                     |                                                                   | | | | | |                                                      |                                                                           |                                                                |                         |                                 | | | - no 21 (janvier) - L'or du Rio Grande (la couverture et 17 planches) - no 22 (février) - L'île aux pépites, suite du 21 (la couverture et 17 planches) - no 23 (mars) - Le voleur de ranches (la couverture et 17 planches) - no 24 (avril) - Le bandit démasqué, suite du 23 (couverture et 17 planches) - no 25 (mai) - Les voleurs du Colorado (couverture et 17 planches) - no 26 (juin) - La piste interdite, suite du 25 (couverture et 17 planches) - no 27 (juillet) - Trafic dans la Sierra (couverture et 17 planches) - no 28 (août) - Bagarre sur la frontière, suite du 27 (couverture et 17 planches) - no 29 (septembre) - Les hors-la-loi des Rocheuses (couverture et 17 planches) - no 30 (octobre) - On demande un shérif, suite du 29 (couverture et 17 planches) - no 31 (novembre) - La piste de San Antonio (la couverture et 17 planches) - no 32 (décembre) - Chasse aux coupables, suite du 31 (couverture et 17 planches)       | | | | | | |                                                                     | | | | |
| 1955            |                                                                                           |                                                                                         |                                                                           |                                                                     |                                                                   | | | | | |                                                      |                                                                           |                                                                |                         |                                 | | | - no 33 (janvier) - Le guet-apens des roches rouges (couverture et 17 planches) - no 34 (février) - L'épreuve du courage, suite du 33 (couverture et 17 planches) - no 35 (mars) - Le désert de la soif (couverture et 17 planches) - no 36 (avril) - Difficile capture, suite du 34 (couverture et 17 planches) - no 37 (mai) - Mission chez les peaux-rouges (couverture et 17 planches) - no 38 (juin) - Paix sur la Red River, suite du 36 (couverture et 17 planches) - no 39 (juillet) - Le cirque du diable (couverture et 17 planches) - no 40 (août) - Poursuite dans le désert, suite du 39 (couverture et 17 planches) - no 41 (septembre) - Le ranch des esclaves (couverture et 17 planches) - no 42 (octobre) - L'embuscade du Canyon rouge, suite du 41 (couverture et 17 planches) - no 43 (novembre) - La fièvre d'uranium (couverture et 17 planches) - no 44 (décembre) - Aux portes de l'enfer, suite du 43 (couverture et 17 planches) | | | | | | |                                                                     | - Terreur à Khalinpoor (16 planches) - La horde infernale (16 planches) - Le diamant de Kali (16 planches) - Slim Harvey (13 planches) | | | |
| 1956            |                                                                                           |                                                                                         |                                                                           |                                                                     |                                                                   | | | | | |                                                      |                                                                           |                                                                |                         |                                 | | | - no 45 (janvier) - Pris au piège (couverture et 17 planches) - no 46 (février) - La revanche de Tex Bill, suite du 45 (couverture et 17 planches) - no 47 (mars) - Le « saloon du diable » (couverture et 17 planches) - no 48 (avril) - Les voleurs de trésors, suite du 46 (couverture et 17 planches) - no 49 (mai) - L'aiguière indienne (couverture et 17 planches) - no 50 (juin) - Opération « coup de balais », suite du 48 (couverture et 17 planches) - no 51 (juillet) - Le lac des ancêtres (couverture et 17 planches) - no 52 (août) - Le sentier de la paix, suite du 50 (couverture et 17 planches) - no 53 (septembre) - Sur la piste des fuyards (couverture et 17 planches) - Modèle:N°54 (octobre) - Le ranch perdu, suite du 53 (couverture et 17 planches) - no 55 (novembre) - Terreur chez les indiens (couverture et 17 planches) - no 56 (décembre) - La vengeance des sorciers, suite du 55 (couverture et 17 planches)         | | | | | | |                                                                     | - Mars - L'énigme du Matto Grosso (16 planches) - no 1 (avril) - Le relais du désert (16 planches) - no 2 (mai) - L'héroïque traversée (16 planches) - no 3 (juin) - On a cambriolé les usines Z (15 planches) | | | |
| 1957            |                                                                                           |                                                                                         |                                                                           |                                                                     |                                                                   | | | | | |                                                      |                                                                           |                                                                |                         |                                 | | | - no 57 (janvier) - Les vengeances du Far-west (couverture et 17 planches) - no 58 (février) - L'attaque de San Juan (couverture et 17 planches) - no 59 (mars) - L'attaque des Navajos (couverture et 17 planches) - no 60 (avril) - Échec à « loup-noir » (couverture et 17 planches) - no 61 (mai) - Mission urgente (couverture et 17 planches) - no 62 (juin) - Les complices du bandit, suite du 60 (couverture et 17 planches) - no 63 (juillet) - L'introuvable trafiquant (couverture et 17 planches) - no 64 (août) - Enquête à la frontière, suite du 63 (couverture et 17 planches) - no 65 (septembre) - Mission vers le nord (couverture et 17 planches) - no 66 (octobre) - Sur la piste blanche, suite du 65 (couverture et 17 planches) - no 67 (novembre) - La revanche du shérif (couverture et 17 planches) - no 68 (décembre) - Toujours les rangers !, suite du 67 (couverture et 17 planches)                                        | | | | | | |                                                                     | | | | |
| 1958            |                                                                                           |                                                                                         |                                                                           |                                                                     |                                                                   | | | | | |                                                      |                                                                           |                                                                |                         |                                 | | | - no 69 (janvier) - Pièges dans la prairie (couverture et 17 planches) - no 70 (février) - L'enquête d'Old Joe, suite du 69 (couverture et 17 planches) - no 71 (mars) - Old-Joe, le vantard (couverture et 17 planches) - no 72 (avril) - La revanche d'Old-Joe, suite du 71 (couverture et 17 planches) - no 73 (mai) - La course à la mort (couverture et 17 planches) - no 74 (juillet) - Un compte à régler, suite du 73 (couverture et 17 planches) - no 75 (septembre) - La fête au village (couverture et 15 planches) - no 76 (octobre) - Contrebande sur le Rio-Grande (couverture et 15 planches) - no 77 (novembre) - Sabotages à Green Valley (couverture et 15 planches) - no 78 (décembre) - Trois beaux gredins, suite du 77 (couverture et 15 planches) | | | | | | |                                                                     | | | | |
| 1959            |                                                                                           |                                                                                         |                                                                           |                                                                     |                                                                   | | | | | |                                                      |                                                                           |                                                                |                         |                                 | | | - no 79 (janvier) - La piste interdite (couverture et 15 planches) - no 80 (février) - L'implacable poursuite, suite du 79 (couverture et 15 planches) - no 81 (mars) - La révolte des flèches-rouge (couverture et 15 planches) - no 82 (avril) - L'arme du crime (couverture et 15 planches) - no 83 (mai) - L'attaque de la diligence (couverture et 15 planches) - no 84 (juin) - Meurtre au Texas (15 planches) - no 85 (juillet) - Le chercheur de pistes (15 planches) - no 86 (août) - Trois bandits masqués (15 planches) - no 87 (septembre) - La passe du diable (couverture et 15 planches) - no 88 (octobre) - La mine du pic perdu (couverture et 15 planches) - no 89 (novembre) - La machine infernale (couverture et 15 planches) - no 90 (décembre) - à partir de ce numéro, Tex Bill se poursuit dans Audax | | | | | | |                                                                     | | | | |
| 1960            |                                                                                           |                                                                                         |                                                                           |                                                                     |                                                                   | | | | | |                                                      |                                                                           |                                                                |                         |                                 | | | | - no 85 (décembre) - Les négriers du Texas (couverture et 15 planches)                                                                     | | | | | |                                                                     | | | | |
| 1961            |                                                                                           |                                                                                         |                                                                           |                                                                     |                                                                   | | | | | |                                                      |                                                                           |                                                                |                         |                                 | | | | - no 86 (janvier) - La vengeance du bandit (couverture et 15 planches) - no 87 (février) - Deux mauvais sujets (couverture et 15 planches) | - no 1 (avril) - L'évadé (32 planches) - no 2 (mai) - L'homme qu'il fallait (32 planches) - no 3 (juin) - La rançon (32 planches) - no 4 (juillet) - Les disparus des monts noirs (32 planches) - no 5 (août) - Le trésor des Aztèques (20 planches) - no 6 (septembre) - L'homme au bandeau noir (20 planches) - no 7 (octobre) - Dick est innocent ! (20 planches) - no 8 (novembre) - Le courrier d'El-Paso (20 planches) - no 9 (décembre) - L'or noir des terres brûlées (20 planches) | | | | |                                                                     | | | | |
| 1962            |                                                                                           |                                                                                         |                                                                           |                                                                     |                                                                   | | | | | |                                                      |                                                                           |                                                                |                         |                                 | | | | | - no 10 (janvier) - Le sorcier des Hopis (20 planches) - no 11 (février) - Le bandit masqué (20 planches) - no 12 (mars) - La mine aux fantômes (20 planches) - no 13 (avril) - L'otage (20 planches) - no 14 (mai) - Une enquête à Red Creek (20 planches) - no 15 (juin) - Un shérif de Corona (20 planches) - no 16 (juillet) - Le monstre d'acier (20 planches) - no 17 (août) - La piste du diablo (20 planches) - no 18 (septembre) - La flèche sournoise (20 planches)               | | | | |                                                                     | | | | |
| 1963            |                                                                                           |                                                                                         |                                                                           |                                                                     |                                                                   | | | | | |                                                      |                                                                           |                                                                |                         |                                 | | | | | | - no 134 (novembre) - Bir-Hakeim - no 135 (décembre) - Les récits du Bar de l'escadrille                                                             | | | |                                                                     | | | | |
| 1964            |                                                                                           |                                                                                         |                                                                           |                                                                     |                                                                   | | | | | |                                                      |                                                                           |                                                                |                         |                                 | | | | | | | | | |                                                                     | | | | |
| 1965            |                                                                                           |                                                                                         |                                                                           |                                                                     |                                                                   | | | | | |                                                      |                                                                           |                                                                |                         |                                 | | | | | | | | | |                                                                     | | | | |
| 1966            |                                                                                           |                                                                                         |                                                                           |                                                                     |                                                                   | | | | | |                                                      |                                                                           |                                                                |                         |                                 | | | | | | | | | |                                                                     | | - no 17 (octobre) - Biggles en Arabie (120 planches) | | - no 24 (mai) - Thierry, Un étrange accident (25 planches) - no 14 (mai) - La montagne interdite (22 planches) - Téméraire spécial (août) - Le X, 20 (40 planches) |
| 1967            |                                                                                           |                                                                                         |                                                                           |                                                                     |                                                                   | | | | | |                                                      |                                                                           |                                                                |                         |                                 | | | | | | | | | |                                                                     | - no 28 (mai) - Téméraire, Jan devient détective (71 planches) - no 29 (août) - Téméraire, Jan et les voleurs de bijoux (68 planches) - no 17 (février) - Une drôle de mine (33 planches) - no 18 (mai) - L'énigme de la valserine (33 planches) - no 19 (août) - La folle poursuite (41 planches) - no 1 (novembre) - King, L'intrus (32 planches) | - no 18 (janvier) - Biggles dans le désert et Contrebande (16 planches) - no 19 (avril) - Biggles au pays de la soif (120 planches) - no 20 (juillet) - Biggles au Tibet - no 18 (mai) - Les géants de la Patagonie (14 planches) - no 28 (mai) - La mort silencieuse (14 planches) - no 104 (mai) - Téméraire, Le mammouth pétrifié (11 planches) - no 106 (juillet) - Téméraire, La visite du sultan (12 planches) - no 108 (septembre) - Téméraire, La disparition du pilote (25 planches) - no 109 (octobre) - Le pilote clandestin (19 planches) | - no 1 (novembre) - King et ses hommes (60 planches) | - no 28 (mai) - Téméraire, Jan devient détective (21 planches) - no 29 (août) - Téméraire, Jan et les voleurs de bijoux (68 planches) - no 17 (février) - Une drôle de mine (33 planches) - no 18 (mai) - L'énigme de la valserine (33 planches) - no 19 (août) - La folle poursuite (41 planches) - no 1 (novembre) - King, L'intrus (32 planches) |
| 1968            |                                                                                           |                                                                                         |                                                                           |                                                                     |                                                                   | | | | | |                                                      |                                                                           |                                                                |                         |                                 | | | | | | | | | |                                                                     | | - no 22 (janvier) - Biggles, Mission en Macédoine | - no 2 (février) - King et les otages (60 planches) - no 3 (mai) - King et le plan du trésor (60 planches) - no 4 (août) - King dans la jungle (60 planches) - no 5 (novembre) - King à la rescousse (60 planches)           | - Avril - Silver coltlection, Documents secrets (33 planches) |
| 1969            |                                                                                           |                                                                                         |                                                                           |                                                                     |                                                                   | | | | | |                                                      |                                                                           |                                                                |                         |                                 | | | | | | | | | |                                                                     | | | - no 6 (février) - King et les brigands (60 planches) - no 7 (mai) - Le retour de King (60 planches) - no 8 (août) - King et les loups garous (60 planches) - no 9 (novembre) - King dans la tanière aux loups (60 planches) | |
| 1970 (posthume) |                                                                                           |                                                                                         |                                                                           |                                                                     |                                                                   | | | | | |                                                      |                                                                           |                                                                |                         |                                 | | | | | | | | | |                                                                     | | | - no 10 (février) - King chez les Indiens (60 planches) - no 11 (mai) - King répond à tout - no 12 (août) - Le Lys lumineux                                                                                                  | |

### Production en illustration
|      | Dans le journal de Pierrot | Dans le journal de Lisette | Autres / Sans indication précise de journal ou de maisons d'éditions | Couvertures de récits complets (non exhaustif) | Illustrations que Roger Melliès a fait pour des albums d'imageries enfantines pour la maison d'édition Artima | Pour la maison d'édition des Sélections Prouesses                                          | Dans le journal L'Intrépide | Dans le journal Hurrah ! |
| 1938 | - no 47 (20 novembre) - Pour faire le bien (illustration du titre et deux illustrations) - Les mers ont leurs éléphants (titre et une illustration) - no 49 (4 décembre) - Le valet économique (titre et une illustration) - no 51 (18 décembre) - Ouboumbodou Seigneur de la brousse (titre et deux illustrations) | - no 48 (27 novembre) - Le vieil album (quatre illustrations) et pour Une idée de chien (une illustration) - no 49 (4 décembre) - C'est Monsieur l'Hiver (la couverture) et pour L'hiver passe (deux illustrations) - no 50 (11 décembre) - Mademoiselle Marguerite (trois illustrations) - no 52 (25 décembre) - Un an après (deux illustrations) 1938 - Album de vacances (la couverture) |                                                                      | | |                                                                                            | | |
| 1939 | - no 4 (22 janvier) - Trois hommes et un avion (titre et deux illustrations) - no 12 (19 mars) - L'arbre à la pirogue (titre et deux illustrations) - no 15 (9 avril) - Un brigand du Moyen-Age au XXe siècle (titre et une illustration) - no 16 (16 avril) - Pêches à la mode des tropiques (titre et deux illustrations) - no 18 (30 avril) - Une histoire de pirates (titre et deux illustrations) - no 19 (7 mai) - B,A, des louveteaux (titre et une illustration) - no 20 (14 mai) - Un grand voyage (titre et deux illustrations) - no 22 (28 mai) - L'énigme de Pastoria (titre et deux illustrations) - no 25 (18 juin) - Le miroir révélateur (titre et deux illustrations)l - no 26 (25 juin) - Les Robinsons de trois jours (titre et deux illustrations) - no 27 (2 juillet) - Les Robinsons de trois jours - suite (titre et deux illustrations) - no 33 (13 août) - L'éclise providentielle (titre et deux illustrations) - no 35 (27 août) - La revanche du malais - no 32 (6 août) au no 35 (27 août) - La patrouille des Écureuils | - no 2 (8 janvier) - Caveuse de truffes (deux illustrations) - no 7 (12 février) - Histoire d'un singe et d'un écureuil (trois illustrations) - no 8 (19 février) - Un miracle de la science (une illustration) et pour Diane (une illustration) De Goussaincourt (trois illustrations) - no 9 (26 février) - Une chasse sur les bords du Haut Nil (deux illustrations) - no 10 (5 mars) - Vive le papier (trois illustrations) - no 14 (2 avril) - La cloche (trois illustrations) - no 29 (16 juillet) - Camping (une page de genre humoristique) - no 35 (27 août) - Qui veut acheter mes petits miroirs (trois illustrations) - no 39 (24 septembre) - Êtes-vous contentes de rentrer ? (une page) - no 41 (8 octobre) - Façon de parler (une page - de genre humoristique) - no 47 (19 novembre) - Façon de parler (une page de genre humoristique) - no 51 (17 décembre) - Façon de parler (une page de genre humoristique) - no 52 (24 décembre) - Noël dans toute la France (une page) - Du no 11 (12 mars) au no 25 (18 juin) - reprise d'illustrations d'un roman à suivre, Mission de guides |                                                                      | | |                                                                                            | | |
| 1940 | - no 15 (14 avril) - Aux lettres (une illustration) - no 17 (28 avril) - La roulette (une illustration) | - no 3 (21 janvier) - Sports d'hiver (une page) - 1940 - Almanach de Lisette illustrations « poupées royales » |                                                                      | | |                                                                                            | | |
| 1942 | | | - no 1 (décembre) - Cavelier de la Salle (cinq illustrations)        | | |                                                                                            | | |
| 1943 | | |                                                                      | - Pour la série Bourlès, La salamandre d'or - Idem, pour la série Bourlès, Le temple dans la jungle | Sans aucune mention de dates précises, mais les illustrations ont été faites entre 1943 et 1948 : - no 1096 - Autos (il a colorié 8 pages) - no 1097 - Avions (il a colorié 8 pages) - no 1098 - Bateaux (il a colorié 8 pages) - no 1099 - Chemins de fer (il a colorié 8 pages) - no 1102 - Coloriages (24 x32) (8 pages) - no 1103 - Coloriages (24x32) (8 pages) - no 3074 - ABC - no 3078 - Peau d'Ane et Riquet à la houppe, des contes illustrés (couverture et vingt pages) - no 3079 - La Belle aux bois dormants et Barbe Bleue, des contes illustrés (la couverture et vingt pages) - no 2040 - Les aventures d'Almanzor, un conte illustré (la couverture et seize pages) - no 2061 - Le trésor du pirate (la couverture) |                                                                                            | | |
| 1944 | | |                                                                      | - Pour la réédition de Bourlès, Le temple dans la jungle - Pour la série Robin des bois, Le retour du proscrit - Pour la série Robin des bois, Frères de combat - Pour la série Bourlès, L'affaire de Jacksonville - Pour la série King, Sur la piste blanche | Sans aucune mention de dates précises, mais les illustrations ont été faites entre 1943 et 1948 : - no 1096 - Autos (il a colorié 8 pages) - no 1097 - Avions (il a colorié 8 pages) - no 1098 - Bateaux (il a colorié 8 pages) - no 1099 - Chemins de fer (il a colorié 8 pages) - no 1102 - Coloriages (24 x32) (8 pages) - no 1103 - Coloriages (24x32) (8 pages) - no 3074 - ABC - no 3078 - Peau d'Ane et Riquet à la houppe, des contes illustrés (couverture et vingt pages) - no 3079 - La Belle aux bois dormants et Barbe Bleue, des contes illustrés (la couverture et vingt pages) - no 2040 - Les aventures d'Almanzor, un conte illustré (la couverture et seize pages) - no 2061 - Le trésor du pirate (la couverture) |                                                                                            | | |
| 1945 | | |                                                                      | - Pour la série Charlie Chan, L'île maudite - Pour la série Superman, Le reportage périlleux - Pour la série Bourlès, La mine d'or de San Geronimo | Sans aucune mention de dates précises, mais les illustrations ont été faites entre 1943 et 1948 : - no 1096 - Autos (il a colorié 8 pages) - no 1097 - Avions (il a colorié 8 pages) - no 1098 - Bateaux (il a colorié 8 pages) - no 1099 - Chemins de fer (il a colorié 8 pages) - no 1102 - Coloriages (24 x32) (8 pages) - no 1103 - Coloriages (24x32) (8 pages) - no 3074 - ABC - no 3078 - Peau d'Ane et Riquet à la houppe, des contes illustrés (couverture et vingt pages) - no 3079 - La Belle aux bois dormants et Barbe Bleue, des contes illustrés (la couverture et vingt pages) - no 2040 - Les aventures d'Almanzor, un conte illustré (la couverture et seize pages) - no 2061 - Le trésor du pirate (la couverture) |                                                                                            | | |
| 1946 | | |                                                                      | - Pour la série Connie, Les pirates du pole - Pour la série La patrouille des aigles, Le diamant disparu | Sans aucune mention de dates précises, mais les illustrations ont été faites entre 1943 et 1948 : - no 1096 - Autos (il a colorié 8 pages) - no 1097 - Avions (il a colorié 8 pages) - no 1098 - Bateaux (il a colorié 8 pages) - no 1099 - Chemins de fer (il a colorié 8 pages) - no 1102 - Coloriages (24 x32) (8 pages) - no 1103 - Coloriages (24x32) (8 pages) - no 3074 - ABC - no 3078 - Peau d'Ane et Riquet à la houppe, des contes illustrés (couverture et vingt pages) - no 3079 - La Belle aux bois dormants et Barbe Bleue, des contes illustrés (la couverture et vingt pages) - no 2040 - Les aventures d'Almanzor, un conte illustré (la couverture et seize pages) - no 2061 - Le trésor du pirate (la couverture) |                                                                                            | | |
| 1947 | | |                                                                      | | Sans aucune mention de dates précises, mais les illustrations ont été faites entre 1943 et 1948 : - no 1096 - Autos (il a colorié 8 pages) - no 1097 - Avions (il a colorié 8 pages) - no 1098 - Bateaux (il a colorié 8 pages) - no 1099 - Chemins de fer (il a colorié 8 pages) - no 1102 - Coloriages (24 x32) (8 pages) - no 1103 - Coloriages (24x32) (8 pages) - no 3074 - ABC - no 3078 - Peau d'Ane et Riquet à la houppe, des contes illustrés (couverture et vingt pages) - no 3079 - La Belle aux bois dormants et Barbe Bleue, des contes illustrés (la couverture et vingt pages) - no 2040 - Les aventures d'Almanzor, un conte illustré (la couverture et seize pages) - no 2061 - Le trésor du pirate (la couverture) | - no 43 - Ouala doit mourir (la couverture) - no 46 - Ouala m'appartiendra (la couverture) | | |
| 1948 | | |                                                                      | - Pour la série Bourlès, La fille de la jungle et Le guet-apens astucieux | Sans aucune mention de dates précises, mais les illustrations ont été faites entre 1943 et 1948 : - no 1096 - Autos (il a colorié 8 pages) - no 1097 - Avions (il a colorié 8 pages) - no 1098 - Bateaux (il a colorié 8 pages) - no 1099 - Chemins de fer (il a colorié 8 pages) - no 1102 - Coloriages (24 x32) (8 pages) - no 1103 - Coloriages (24x32) (8 pages) - no 3074 - ABC - no 3078 - Peau d'Ane et Riquet à la houppe, des contes illustrés (couverture et vingt pages) - no 3079 - La Belle aux bois dormants et Barbe Bleue, des contes illustrés (la couverture et vingt pages) - no 2040 - Les aventures d'Almanzor, un conte illustré (la couverture et seize pages) - no 2061 - Le trésor du pirate (la couverture) |                                                                                            | | |
| 1949 | | |                                                                      | - Pour la série Bourlès, La salamandre d'or | |                                                                                            | | |
| 1950 | | |                                                                      | | |                                                                                            | - no 81 (24 mai) - Le cimetière de la cascade (deux illustrations) - no 94 (23 août) - La maison de Boer (deux illustrations) - no 97 (13 septembre) - Le grizzli de l'aventure (deux illustrations) - no 99 (27 septembre) - Pour un Stradivarius (deux illustrations) | |
| 1952 | | |                                                                      | | |                                                                                            | | - Du no 1 (24 octobre 1953) au no 56 (13 novembre 1954) - il illustre La jeunesse de Catamount - no 23 (27 mars 1954), no 30 (15 mai 1954) et no 41 (31 juillet 1954) - la couverture |

#### Dictionnaires
- Patrick Gaumer et Claude Moliterni, Dictionnaire mondial de la bande dessinée, Paris, Larousse (Les grands dictionnaires culturels Larousse), 2001.
- Claude Moliterni, Philippe Mellot, Laurent Turpin, Michel Denni, Nathalie Michel-Szelechowska, BD Guide, Encyclopédie de la bande dessinée internationale, Paris, Omnibus, 2003.

#### Revues
- Roger Jeanne, R. Melliès, Hop !, no 16, 1978, p. 21-31.
- Roger Jeanne, R. Melliès, Hop !, no 17, 1978, p. 35-37.
- L. Cance et Roger Jeanne, R. Melliès, Hop !, Revue d’informations et d’études sur la B.D. no 79, 1998, p. 5-15.